# Tandoori

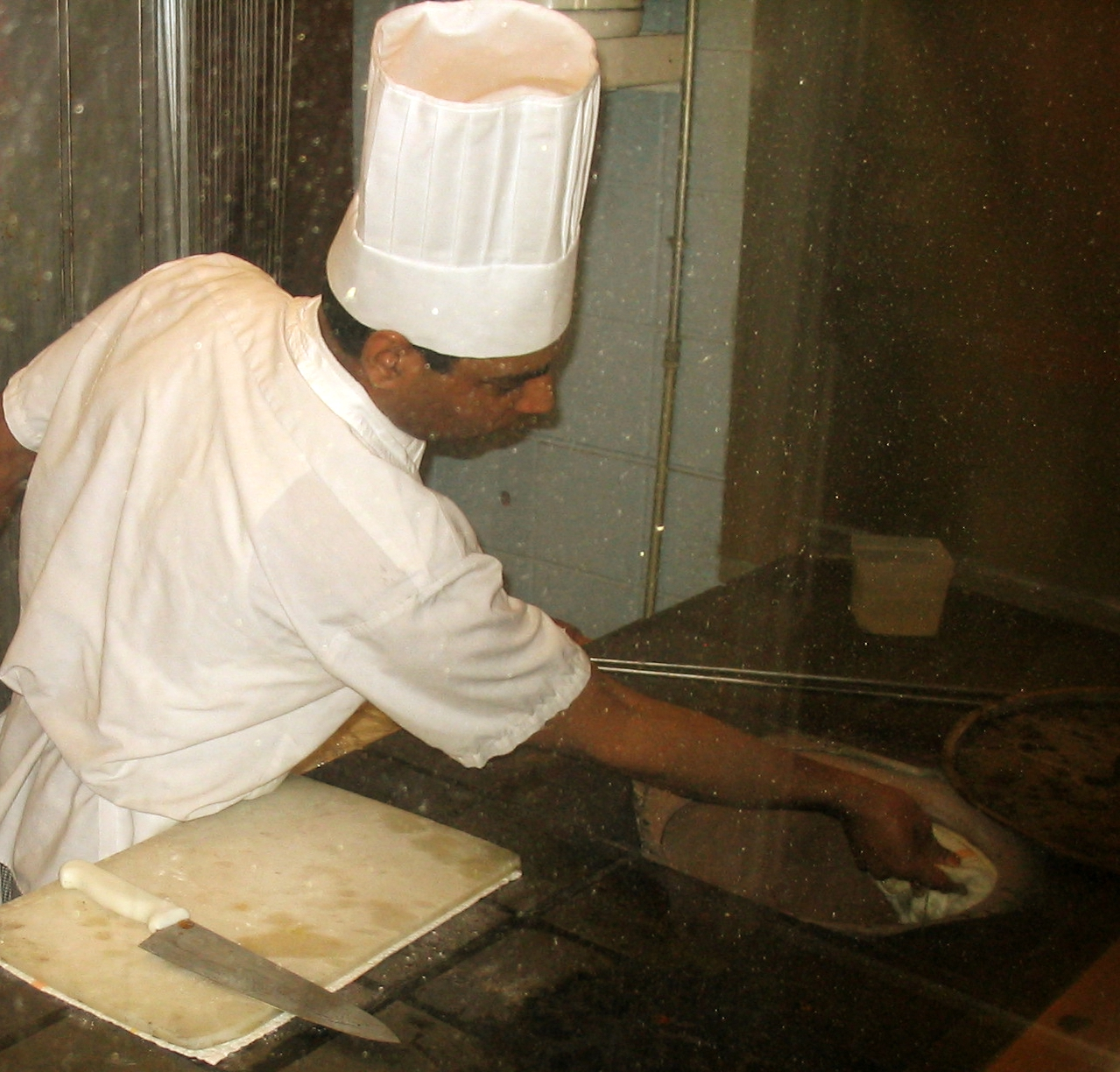
Un cuiner treballant en un forn tandoor

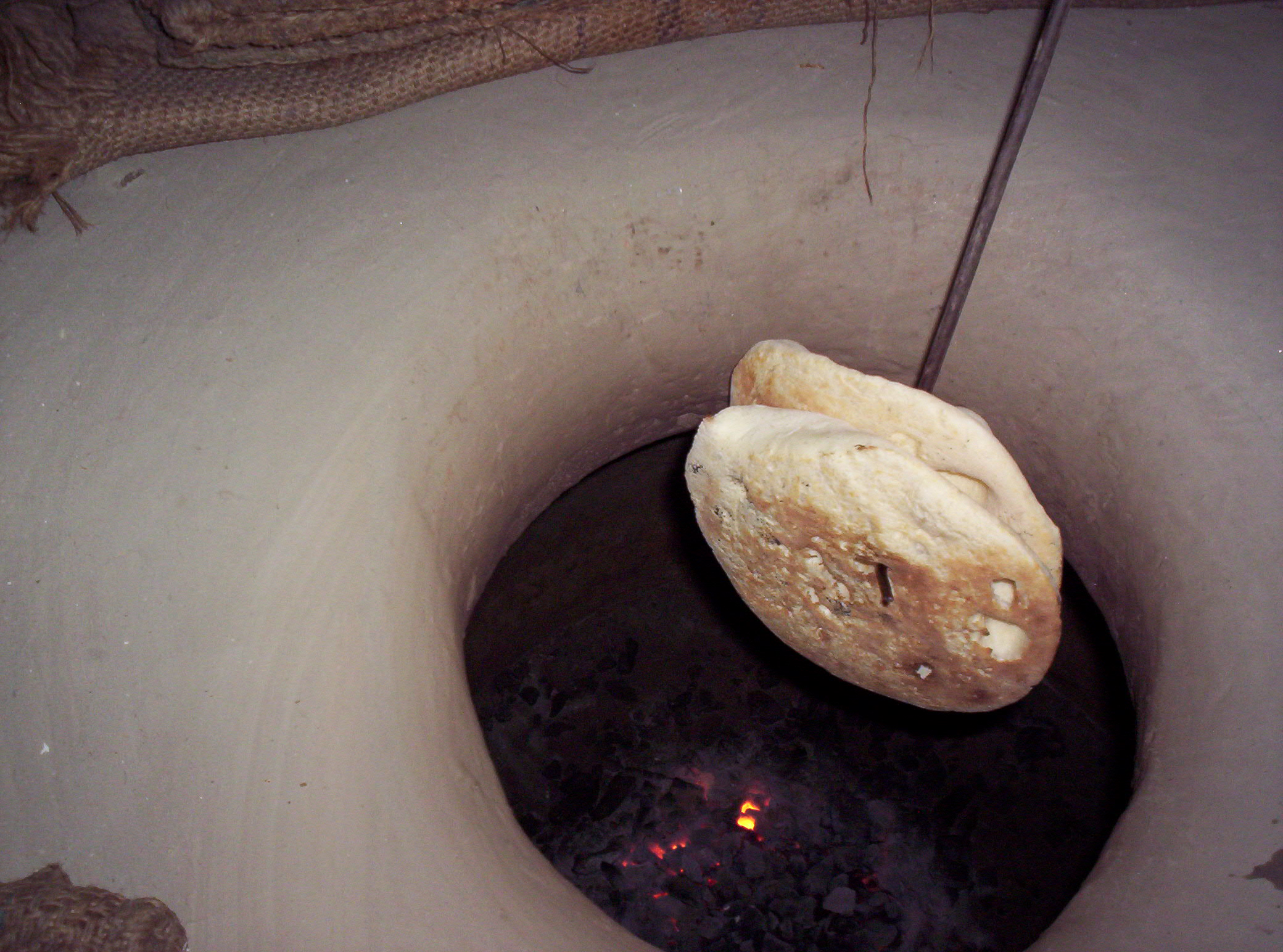
Entrada del forn tandoori.

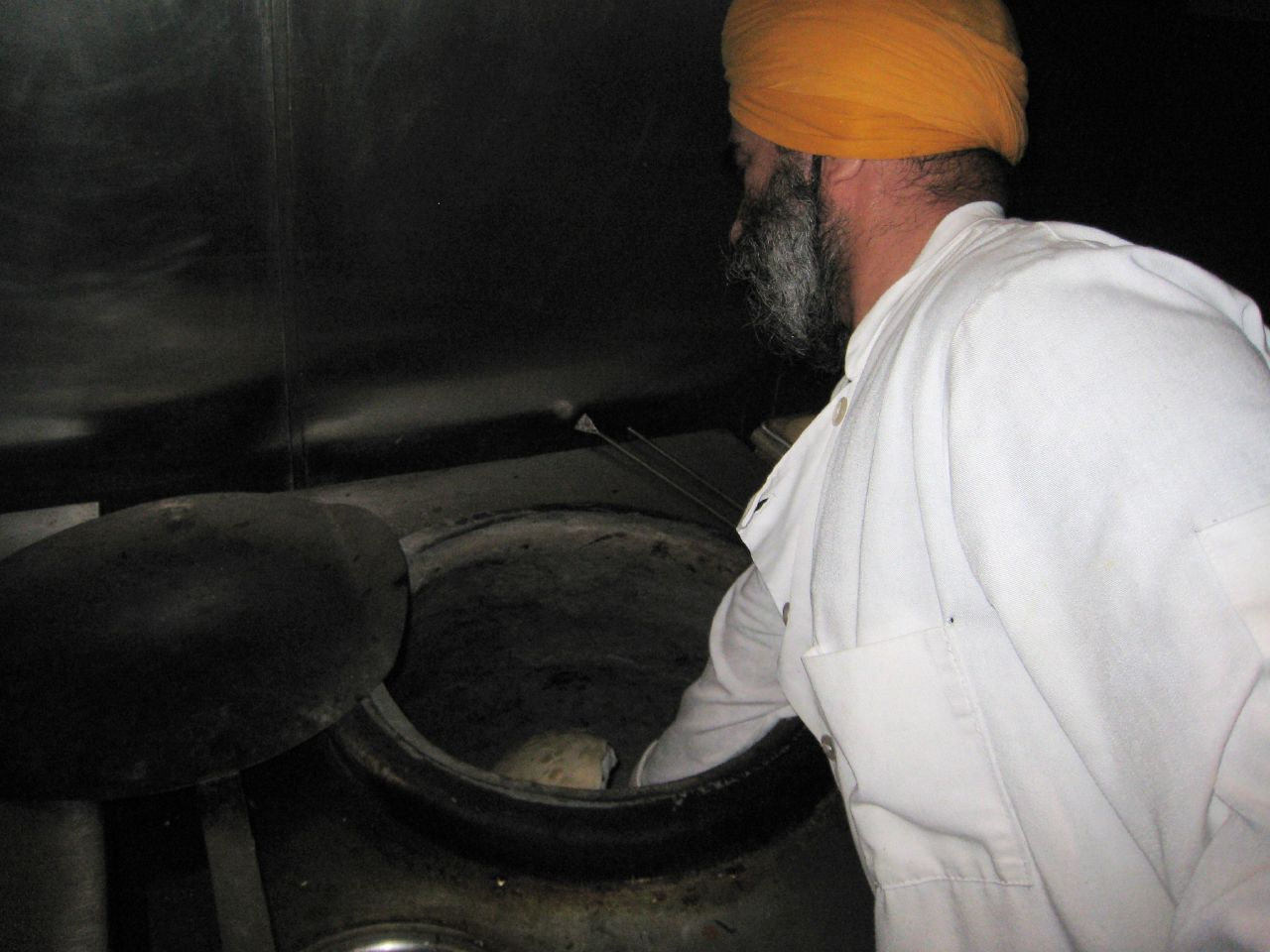
Tandoor en un restaurant de l'Índia.

El tandoori o tandoor (és una paraula d'origen persa o accadi) és un tipus de forn cilíndric fet d'argila que es fa servir en diversos plats i per a fer pans. S'utilitza habitualment per a coure a l'Índia, Turquia, Iran, Armènia, Pakistan, Uzbekistan, Afganistan, els Balcans, l'Orient Mitjà, Àsia central i també a Birmània i Bangladesh.
El combustible tradicional dels forns tandoor era el carbó vegetal o la fusta cremant dins del mateix forn, d'aquesta manera els aliments quedaven exposats al foc viu, calor per radiació i aire calent per convecció.
En els tandoors s'arriba a temperatures d'uns 480 °C. El disseny dels forns tandoor és intermedi entre els forns de terra i els de maons.
Es fa servir per coure diversos aliments entre ells el pollastre tandoori i tipus de pans roti i naan. La paraula tandoori és un adjectiu (del forn) tandoor i significa fet amb el tandoor. Es creu que els gitanos van estendre el seu ús. El tandoori es fa servir en restaurants indis de tot el món, en alguns casos es fa servir electricitat o gas en lloc de carbó vegetal.
Els tandoor més antics s'han trobat als jaciments arqueològics de la vall de l'Indus de Harappa.